# Sunarczi
Sunarczi (ros. Сунарчи) – wieś (sieło) w Rosji, w obwodzie orenburskim, w rejonie saraktaskim. W 2010 liczyła 261 mieszkańców, głównie Baszkirów.